# In sedicesimo
In tipografia, l'in-sedicesimo o in-16º è un formato dei libri.
Nei libri antichi il formato in-sedicesimo si otteneva piegando un foglio consecutivamente per quattro volte. Il risultato è un fascicolo o segnatura di 16 carte, da cui il nome del formato, corrispondente a 32 pagine. 
I filoni, cioè i segni della vergatura più distanziati tra loro, simili a grossi fili visibili in controluce nella carta, erano orizzontali, mentre la filigrana era situata all'angolo superiore esterno di alcune carte.
Nei libri moderni il formato in-sedicesimo è dato dall'altezza del libro, misurata al frontespizio, variabile convenzionalmente da 15 a 20 cm.

## Significato figurato
La locuzione in sedicesimo viene usata, anche in tono scherzoso, per qualificare qualcosa o qualcuno di basso valore o di scarsa abilità.